# Catherine-Dominique de Pérignon
Catherine-Dominique de Pérignon, Hầu tước xứ Grenade (31 tháng 5 năm 1754 – 25 tháng 12 năm 1818) là một thống chế Pháp. 

## Thời niên thiếu
Ông được sinh ra trong một gia đình quý tộc tại vùng Grenade-sur-Garonne, Languedoc. Do có bất đồng trong thời gian phục vụ tại một trung đoàn grenadier vùng Nouvelle-Aquitaine, ông nghỉ hưu non. Pérignon được chào đón khi Cách mạng Pháp nổ ra và đã được bầu vào Hạ viện (1791),nhưng rồi ông lại tham gia Chiến tranh Cách mạng Pháp.

## Chiến tranh Cách mạng
Giai đoạn 1793-1795, ông chỉ huy Tập đoàn quân Tây Pyrénées và đã đánh bại quân Tây Ban Nha tại trận Escola. Ông tiếp quản vai trò của Jacques François Dugommier sau khi ông này hy sinh tại trận Black Mountain. Ông giành thắng lợi trong cuộc vây thành Roses (1794–1795) vào đầu năm 1795. Năm 1796, ông được bầu vào Hạ viện và làm đại sứ tại Tây Ban Nha, với thành công khi ký Hiệp ước San Ildefonso với Vương quốc Anh.
Năm 1798, Perignon được gọi quay lại phục vụ quân đội tại Liguria nơi ông chỉ huy cánh trái. Mặc dù bị thương và bị bắt bởi Liên minh chống Pháp lần thứ hai tại trận Novi, ông đã quay trở lại Pháp vào 1800.

## Thời kì Đế chế và Thời kì Bourbon quay trở lại
Pérignon đã hỗ trợ Napoleon I, khiến ông được bầu làm Thượng Nghị sĩ (1801), Thống chế (1804) và bá tước. Năm 1805, ông được thưởng Bắc đẩu bội tinh. Từ tháng 9 năm 1806 đến tháng 7 năm 1808, ông làm Tổng đốc của Công quốc Parma, sau đó là Vương quốc Naples.
Ông quay trở lại Pháp năm 1814 và đã phục vụ vua Louis XVIII. Ông từ chối làm thống chế trong Vương triều 100 ngày và đã bỏ phiếu xử tử Thống chế Michel Ney. Ông được phong làm hầu tước xứ Grenade, thượng nghị sĩ Pháp và được trao thưởng Huân chương Saint Louis. Theo lời bác sĩ George Ostermann kể lại, "Ngài de Perigon đã chết nếu như như Đế chế còn tồn lại, mà điều đó dường như là không thể."